# Benjamin Disraeli
Benjamin Disraeli KG, FRS, PC (Londres, 21 de diciembre de 1804-Curzon Street, Londres, 19 de abril de 1881), conocido también como conde de Beaconsfield o lord Beaconsfield, fue un político, escritor y aristócrata británico, que ejerció dos veces como primer ministro del Reino Unido, fue líder de la Muy Leal Oposición de Su Majestad y tres veces ministro de Hacienda del Reino Unido.
Fue uno de los más destacados políticos del Reino Unido, perteneciente a la corriente conservadora de los Tories, de la cual se convirtió en uno de los más notorios líderes. Fue una de las figuras claves en la conversión de estos en el Partido Conservador del Reino Unido, y pasó a liderar esta organización política, extendiendo su carrera dentro de la Cámara de los Comunes por casi cuatro décadas.
A lo largo de su carrera política, se consagró por su oratoria, en la cual incluía un extraordinario dramatismo, que lo llevó a ser considerado como el mejor orador de la Cámara de los Comunes. Igualmente, otros dos rasgos destacaron en su trayectoria pública, el primero, su notoria rivalidad con el líder del Partido Liberal, el también prominente político William Gladstone; y el segundo, su amistad con Victoria, reina del Reino Unido y la primera Emperatriz de la India, la cual lo benefició en su tormentosa relación con Gladstone, pues la monarca demostraría detestar este último tanto como el mismo Disraeli.
Como primer ministro del Reino Unido, sus políticas siempre estuvieron orientadas hacia la consolidación del Imperio británico y llevaron consigo una nueva visión del conservadurismo en su país, que se materializó en numerosas acciones en política exterior, tales como la anexión de las islas Fiyi, la adquisición de las acciones sobre el canal de Suez, la coronación de la reina Victoria como primera emperatriz de la India, así como las guerras coloniales en Afganistán y Sudáfrica, todas maniobras que consagraron a Disraeli como el representante de una de las políticas internacionales más agresivas jamás vistas en el Reino Unido, al punto de frenar el imperialismo ruso y doblegar al Imperio otomano.
Es, también, el único primer ministro en la historia del Reino Unido en haber recibido un título nobiliario antes de culminar su período en ejercicio, así como ostenta el peculiar honor de ser la única persona de ascendencia judía,a pesar de que su padre fue converso al anglicanismo, en haber desempeñado dicho cargo. Además fue dos veces candidato al rectorado de la Universidad de Glasgow, siendo electo en ambas ocasiones, lo que lo llevó a ejercerlo entre 1871 y 1877, en simultáneo con la primera magistratura del Reino Unido.
Destacado escritor, Disraeli dejó un legado de más de una veintena obras, de las cuales, las dos más conocidas son Vivian Grey (1825-1827) y Sybil (1845), las cuales, curiosamente, no cumplen con los cánones literarios propios de la era victoriana y que tampoco tienden a ser considerados como «obras maestras de la literatura», pero que sí gozaron de un tremendo éxito en su época, lo que lo convirtió en uno de los personajes más reconocidos de su tiempo, por haber obtenido el éxito en todos los ámbitos en los que se desempeñó, siendo todavía recordado como uno de los mejores primeros ministros de la historia del Reino Unido.

## Primeros años

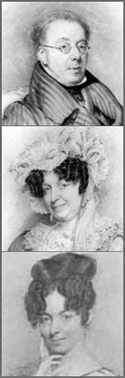
Padre, madre y hermana de Disraeli: Isaac, Maria and Sarah

Hijo del escritor y erudito Isaac D'Israeli, Benjamín Disraeli formaba parte de una familia tradicional judía sefardí de origen italiano; sus antepasados, de hecho, habían sido expulsados de España en 1492. Sin embargo, fue bautizado junto a todos sus hermanos en la Iglesia anglicana a la edad de 13 años, convirtiéndose de este modo al cristianismo. Benjamín Disraeli sería conocido también con el apodo Dizzy por sus seguidores.
Sus biógrafos creen que fue descendiente de judíos italianos sefardíes. Él afirmaba ser de ascendencia portuguesa, posiblemente en referencia a un origen anterior de su herencia familiar en Iberia antes de la expulsión de los judíos en 1492. Después de este evento, muchos judíos emigraron, en dos oleadas, y algunos huyeron a las tierras musulmanas del Imperio otomano, pero muchos de ellos también fueron a la Europa cristiana, primero en el norte de Italia, luego a los Países Bajos, y más tarde a Inglaterra. Los historiadores modernos lo han visto esencialmente como un criptojudío.

## Personalidad
Benjamín Disraeli ha sido descrito por sus biógrafos como un hombre que amaba las reuniones sociales, los gustos caros y la ropa de moda. Muchos de sus adversarios lo atacaron con dureza por sus excesos, que incluyeron más de alguna aventura con mujeres casadas. Se le consideraba un dandy que vestía estrafalariamente.
Los gustos caros y algunos desafortunados negocios lo llevarían a ser permanentemente perseguido por los acreedores, a los cuales logró eludir en gran medida por su facilidad de penetrar los círculos sociales, gracias a sus publicaciones.
Disraeli mostró siempre la cualidad de ser agradable y extremadamente culto, lo que le granjeó simpatías de, entre otros, Napoleón III y la familia Rothschild, amistades que resultarían sumamente útiles tanto en lo referente a solucionar sus problemas económicos como a su carrera política.
En 1831, Disraeli emprendió un largo viaje, una suerte de peregrinaje por Tierra Santa que transformaría su vida. A partir de ese momento no solo revaluaría sus orígenes, sino que nacería la íntima convicción de que había nacido para ocupar un lugar importante en el mundo.

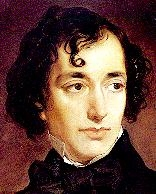
El joven Disraeli, por sir Francis Grant (1852).

Profundamente británico y anglófilo, sus orígenes judíos resultaron, en más de una ocasión, tema de descrédito tanto en su entorno social como en el político. Disraeli, a diferencia de su padre, quien había renegado de sus orígenes bautizando a todos sus hijos anglicanos y rehusando ocupar cargos en la comunidad judía, los utilizó en su favor. Así, en respuesta a unos ataques de sus adversarios políticos escribió: «Los judíos son el pueblo elegido de Dios; su historia, cultura y religión son mucho más antiguas que las de los pueblos europeos, y además, los judíos llevan en la sangre la sabiduría oriental»; lo que unido a su defensa de las costumbres y el carácter británico y al orgullo que sentía por ser inglés, llevaba a una conclusión, buscada por él mismo según el historiador Carl Grimberg quien expresa que lo que Disraeli quería decir era «no hay sangre más noble que la de un judío inglés».
El 28 de agosto de 1839 contrajo matrimonio con Mary Ann Whyndham, una mujer de sociedad doce años mayor que él, viuda, inteligente, y, sobre todo, dotada de una renta mensual de cuatro mil libras, cuestión que impulsaría tanto su carrera como escritor como la política. A partir de este momento Disraeli vivió de forma holgada y con la literatura y la política como sus únicas preocupaciones, pese a lo cual no fue raro que alguno de sus excesos terminaran por enfurecer a su esposa, sobre todo al momento de pagar las cuentas. Disraeli en todo caso no dejó de agasajarla, llamándola cariñosamente the Perfect Woman («la mujer perfecta»), cosa que, dadas sus ambiciones, resultaba un cumplido literal. La pareja no tuvo hijos.
La muerte de su esposa, ocurrida el 15 de diciembre de 1872, marcaría a Disraeli de por vida, no solo por el sufrimiento que le supuso la enfermedad de ella (en cuya dolorosa crisis final se comportó como el más fiel acompañante). Fuera de deberle a su esposa su carrera política, Disraeli comenzó a notar que había perdido el principal legado de su matrimonio, un hogar. Disraeli encontró consuelo posteriormente en su relación con dos conocidas damas de sociedad, lady Bradford y lady Chesterfield, las cuales de todas formas no llenaron el vacío dejado por su esposa. Solo la compañía de la reina y además del poder resultaron en sí mismas la razones que entregarían nueva vida a Disraeli.

## Disraeli el escritor
Si bien la carrera de Benjamín Disraeli como escritor resultaría un tanto marginal a su carrera política y tampoco sus libros serían particularmente recordados por su calidad, los mismos lograron gran éxito editorial no solo en Inglaterra, sino también en el resto de Europa, cuestión en la que influiría mucho su reputación como político.
Las novelas de Benjamín Disraeli constituyen descripciones de la sociedad británica y al mismo tiempo una expresión del pensamiento político y religioso de su autor. Entre las novelas más importantes de Benjamín Disraeli encontramos Coningsby (1844), Sybil (1845), Tancred (1847), Lothair (1870) y la más conocida e importante de todas Vivian Grey (1825-1827).

## Disraeli, el político

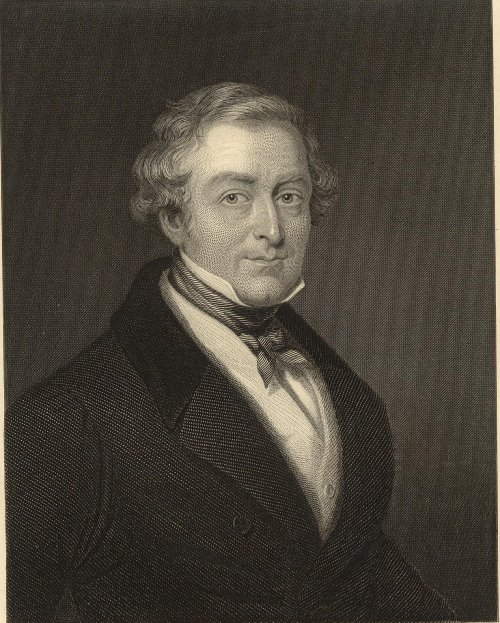
Sir Robert Peel, Bt., primer ministro (1834-1835; 1841-1846).

Disraeli se caracterizó en sus acciones políticas por convertirlas en una extensión de su carrera como escritor. Sus discursos, llenos de dramatismo y envueltos en una oratoria cuidadosamente desarrollada, constituían una de sus armas más notables. Por otro lado, en su contra pesaban sus orígenes judíos, su figura de dandy e incluso su mala reputación marcada por la constante persecución de sus acreedores, lo que sería suavizado por su ventajoso matrimonio.
Los primeros pasos de Disraeli en la política no tuvieron mucho éxito: en las elecciones de 1832, pese a formar parte de una familia tradicionalmente conservadora, se presenta como candidato independiente por el distrito de Wycombe resultando ampliamente derrotado. Repetiría el intento en 1833, perdiendo nuevamente.
En 1835, ahora como miembro del Partido Conservador, y luego de publicar el manifiesto Defensa de la Constitución inglesa en forma de carta a un noble lord, Benjamín Disraeli consiguió entrar por primera vez a la Cámara de los Comunes por el distrito de Maidstone, curiosamente un distrito que a diferencia de Wycombe, apenas conocía.
El debut de Disraeli en el parlamento no sería precisamente prometedor, pues resultó abucheado por el grupo irlandés, encabezado por Daniel O'Connell. Este hecho, sin embargo, lejos de perjudicarlo, le atrajo simpatías y muy pronto consiguió el respeto de los demás miembros del parlamento. Disraeli estaba dotado de gran oratoria y contribuía desde la testera a derrotar, para disgusto de la reina, al gabinete liberal encabezado por lord Melbourne en 1841.
Disraeli abrazaba las ideas del radicalismo. Estaba convencido de que la antigua aristocracia terrateniente resultaba mucho más eficiente en el gobierno que la pequeña burguesía y se declaraba defensor de las tradiciones británicas y proteccionista en el ámbito económico.

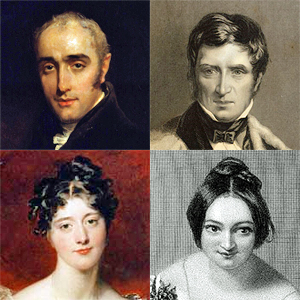
Amigos y aliados de Disraeli en los años 30, en el sentido del reloj desde arriba a la izquierda—John Wilson Croker, John Copley, Henrietta Sykes y Lady Londonderry

En septiembre de 1841, asume el nuevo gobierno conservador con sir Robert Peel de primer ministro. Disraeli espera ser convocado a un ministerio, ya que sus famosos y encendidos discursos lo habían catapultado a la fama y se le consideraba a esas alturas uno de los oradores más brillantes en el Parlamento. Sin embargo, su fama resultaba inversamente proporcional a la confianza que generaba entre la vieja guardia del partido, y algunos de los más prominentes miembros del conservadurismo amenazaban con su renuncia si Disraeli ingresaba al gobierno. Peel cedió, compartía las mismas aprehensiones, el horizonte de Disraeli se vio oscuro, mientras que el de un joven ministro de Finanzas William Gladstone era en la misma proporción prometedor.
Sin embargo Peel cometió un grave error político: aunque había llegado al cargo bajo la protección de los agricultores en general y de los grandes terratenientes en particular abrazando las ideas proteccionistas, poco a poco comenzó a ceder ante el influjo de su ministro de Finanzas y se fue acercando a las ideas librecambistas.
En oposición a lo que se denominaba «gobierno tory, programa whig», nacería un movimiento al interior del partido conservador llamado la Joven Inglaterra compuesto por jóvenes aristócratas de origen terrateniente que encontrarían en Disraeli el líder perfecto. Este movimiento poco a poco derivaría en una corriente interna del conservadurismo defensora del proteccionismo, de la agricultura inglesa y en particular de las tradiciones religiosas británicas.

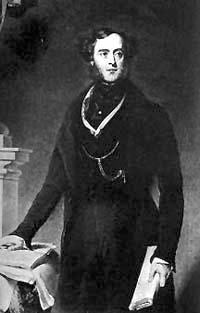
Lord George Bentinck, líder conservador en la Cámara de los Comunes (1846–1848).

En 1846 llegó el turno de Disraeli y de la Joven Inglaterra. Una errónea evaluación de los efectos climáticos, que según el gobierno preveía una grave sequía y la consiguiente hambruna, llevó al gobierno a presentar al parlamento un programa para abrir las fronteras a la importación de alimentos desde el extranjero. Este fue un error fatal: por un lado, tal hambruna no se produjo, y por otro, estallaron en cólera los agricultores. Disraeli, aliado con Lord John Bentinck, figura señera del conservadurismo y líder conveniente para la Joven Inglaterra, también conocido ahora como partido proteccionista, utilizaron este proyecto para derribar el gobierno, cosa que consiguieron después de maratonianas sesiones de la cámara, en junio de 1846. Peel cae, sir John Russell, líder whig forma gobierno.
Fuera de escena Peel, y muerto Bentinck de un repentino ataque al corazón, Benjamín Disraeli se transforma en 1846 en líder de la oposición conservadora en la Cámara de los Comunes. No sin contratiempos: se había ganado un enemigo mortal, ya que Gladstone jamás perdonaría la afrenta.
En aquella época, Disraeli cumplió una de las principales condiciones que se exigía en esos tiempos a todo líder tory, la adquisición de una hacienda. En agosto de 1848 Benjamín Disraeli se convierte en propietario de la hacienda de Hughenden de 70 ha por el precio de 34 950 libras, lo que comprendía tanto el parque como la casa de quince habitaciones. Disraeli lograba tal propósito gracias al aval de sus nuevas amistades dentro del partido. Feliz, escribió a su esposa: «ya eres la castellana de Hughenden».
Disraeli impulsó la modernización del partido tory, el cual volvió nuevamente al poder en febrero de 1852, ahora como «librecambista». A esas alturas sir Robert Peel había muerto y se esperaba que el propio Disraeli tomase el mando del partido, lo que sin embargo no ocurrió por propia iniciativa de este, que aún generaba desconfianza. Derrotado Russell, la reina llama a lord Stanley, conde de Derby y líder conservador de la Cámara de los Lores, a formar gobierno. Este, carente según sus propias palabras de «hombres de talento», acaba por llamar a Disraeli, pese a la oposición inicial de la reina que lo juzgaba temerario y descortés, a ocupar el puesto de Chancellor of the Exchequer (ministro de Hacienda). Disraelí le contestó: «No sé nada de finanzas», a lo que Derby respondería: «Usted sabe tanto como sabía Canning». El nuevo gobierno conservador sería conocido como el gabinete de los «Who? Who?» («¿Quién? ¿quién?»), en el sentido de que pocos conocían referencias de los nuevos ministros.
El gobierno tuvo corta duración, y su fin se vio marcado por un verdadero choque de trenes. Correspondía exponer al parlamento el presupuesto de la nación para el año siguiente. Disraeli se preparó concienzudamente, sin embargo no bastaría, al frente tenía a Gladstone, que tenía un conocimiento de la hacienda pública mucho más extenso que él y que había alcanzado gran prestigio en su gestión en dicho ministerio durante el gobierno de Peel. Gladstone le infligió a su adversario, a quien consideraba la encarnación misma de Mefistófeles, una aplastante derrota en lo que es recordado como uno de los duelos más brillantes de la historia del Parlamento inglés.
La derrota del presupuesto de Disraeli involucró la caída del breve gobierno conservador, asume un nuevo Ministerio Liberal a cargo del George Hamilton-Gordon, barón de Aberdeen, con Gladstone como Canciller del Exchequer. Este nuevo gobierno, en el que según lord Palmerston, figuraban todos los «diputados inteligentes» salvo Disraeli, acabaría por involucrar a Inglaterra en la Guerra de Crimea, a la cual Disraeli se opondría con vigor sin ser escuchado, cuestión que se haría común en los próximos diez años.

## En la cámara de los Lores
En agosto de 1876 Disraeli pasó a la Cámara de los Lores pues fue nombrado Earl de Beaconsfield y vizconde de Hughenden. La reina Victoria había ofrecido convertirlo en noble años antes, en 1868, pero él lo había rechazado. La reina volvió a ofrecerlo en 1874, cuando él cayó enfermo en el Castillo de Balmoral, en el que estaba de visita, pero él prefirió no aceptar. Siguió enfermo por un tiempo, y este nombramiento evitó que debiera retirarse de la vida política y de la vida activa.

## Su relación con la reina Victoria

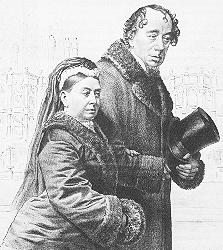
Disraeli y la reina Victoria, durante la visita que ella realizó a Hughenden durante el apogeo de la crisis de Oriente.

A diferencia de William Gladstone, sumamente frío y poco dado a la adulación, Benjamín Disraeli cultivaría una relación sumamente cercana con la reina Victoria, la cual se vería incrementada con la muerte de su esposa el 15 de diciembre de 1872 a raíz de una cáncer estomacal que arrastraba desde 1866.
Si bien en un principio la reina Victoria se mostró distante e incluso disgustada con la presencia de Disraeli, las relaciones entre ambos comenzaron a mejorar sustancialmente a partir de la muerte del príncipe Alberto. En cierta ocasión Disraeli escribió en un periódico británico un artículo alabando la figura del príncipe y se hizo partícipe del dolor de la reina, haciéndolo extensivo a toda Inglaterra. La reina, que sufrió duramente su viudez, se mostró sumamente complacida con los comentarios de Disraeli, más todavía cuando estos se incrementaron, al publicar la reina los archivos y una suerte de biografía del príncipe años después. Nacería entonces una gran amistad con la reina. Ella lo llamaba cariñosamente Dizzy y él respondía a su elogio con el poético calificativo de «la Reina de las Hadas». Disraeli la proclamó «emperatriz de la India».
Los halagos no terminarían ahí. Disraeli, a la hora de tratar con la reina, con frecuencia se dirigía a ella diciéndole «nosotros, los autores», demostrando así tratarla como un igual y no solo eso, la trató como una mujer, cuestión en la que distaba mucho de su tradicional rival Gladstone. De más está decir que la reina solía corresponder a esos halagos, otorgándole siempre todos los honores a Disraeli, incluyendo el título nobiliario de conde de Beanconsfield. La reina no solo tenía gran cariño por su primer ministro: lo admiraba y le consideraba su mejor consejero.
Algunos autores como Lytton Strachey y André Maurois, biógrafos de la reina y de Disraeli respectivamente, han insinuado que la relación trascendió una mera relación de amistad: ambos mantenían largas charlas, paseaban por los jardines de palacio e intercambiaban continuamente flores.
La reina mostraba particular interés en la salud de Disraeli, en especial en sus últimos años. Cuando Disraeli sufrió el ataque que lo llevaría a la muerte, la reina envió una sentida nota deseándole su recuperación. Disraeli, muy débil, hizo que se la leyeran. Se dice que luego de escucharla declaró: «esta carta debería serme leída por lord Barrington, un consejero íntimo». Junto a ella, la reina le enviaba «vuestras flores preferidas de primavera».
Al momento de morir Disraeli, la reina, que se encontraba en la isla de Wight, regresó de inmediato, desgraciadamente después de su funeral. Acongojada, y según algunos, viuda por segunda vez, visitó su tumba y ordenó que se erigiera un monumento con una placa en la que podía leerse la siguiente inscripción: «A la querida y honrada memoria de Benjamín, conde de Beaconsfield, está dedicado este monumento por su agradecida soberana y amiga Victoria R.I.». La firma incluye estas enigmáticas palabras: «Los reyes aman a quien habla con acierto» (Salmo XVI, 13). [Proverbios XVI, 13: «Los labios justos complacen a los reyes; éstos aman al que habla con rectitud». (Versículo completo)]. La reina Victoria eligió este proverbio para mostrar su devoción hacia su siempre cercano primer ministro Benjamin Disraeli.

## Obras

### Novelas
- Vivian Grey (1826)
- Popanilla (1828)
- The Young Duke (1831)
- Contarini Fleming (1832)
- Ixion in Heaven (1832/3)
- The Wondrous Tale of Alroy (1833)
- The Rise of Iskander (1833)
- The Infernal Marriage (1834)
- A Year at Hartlebury, or The Election (con Sarah Disraeli, 1834)
- Henrietta Temple (1837)
- Venetia (1837)
- Coningsby, or the New Generation (1844)
- Sybil, or The Two Nations (1845)
- Tancred, or the New Crusade (1847)
- Lothair (1870)
- Endymion (1880)
- Falconet (inconclusa, 1881)

### Poesía
- The Revolutionary Epick (1834)

### Drama
- The Tragedy of Count Alarcos (1839)

### No ficción
- An Inquiry into the Plans, Progress, and Policy of the American Mining Companies (1825)
- Lawyers and Legislators: or, Notes, on the American Mining Companies (1825)
- The present state of Mexico (1825)
- England and France, or a Cure for the Ministerial Gallomania (1832)
- What Is He? (1833)
- The Vindication of the English Constitution (1835)
- The Letters of Runnymede (1836)
- Lord George Bentinck (1852)